# Victor Meusy
Louis Eugène Meusy dit Victor Meusy, né le 29 janvier 1856 dans l'ancien 10e arrondissement de Paris et mort le 30 mai 1922 à l'hôpital Lariboisière dans le même arrondissement, est un chansonnier et auteur dramatique français.
On lui doit les textes de plus d'une centaine de chansons et de pièces de théâtre, de revues et d'opérettes sur des musiques, entre autres, de Georges Auvray, Émile Bonnamy, René de Buxeuil, Henri Chatau, Laurent Grillet ou Émile Spencer. Un de ses titres les plus connus est Les Crapauds (1897).
Il n'est pas à confondre avec le journaliste Georges Meusy (1845-1893). À la mort de celui-ci en 1893, le rédacteur du Figaro en charge de sa notice nécrologique se trompe et utilise la biographie de Victor Meusy. 

## Biographie
Né en 1856 à Paris, Louis-Eugène Meusy commence sa vie comme employé à la compagnie des chemins de fer de l'Est. Avant de monter sur Paris pour se produire, il se met à utiliser le pseudonyme de Victor Meusy pour ne pas qu'on le confonde avec son homonyme Georges Meusy, rédacteur au journal L'Intransigeant. C'est en 1882 qu'il décide de se présenter ses premières chansons au Chat noir. Devenu très vite populaire à Montmartre, il décide de s'en aller en 1890 pour aller se produire à La Scala, au Éden-Concert, au Divan japonais et au Concert-d'Orient où il chante tout les soirs. La même année, il fait ses début au café-concert Les Ambassadeurs puis, en 1895, fonde le cabaret du Chien-Noir, au Nouveau-Cirque, avec Jules Jouy, Marcel Lefèvre, Marcel Delmet, Jacques Ferny, Vincent Hyspa, auxquelles se joignent Théodore Botrel et Eugène Lemercier. Du 29 septembre 1897 au 10 mars 1898, il dirige à Trianon la troupe de chansonnier composée de quelques d'amis à lui. 

## Œuvres
- 1881 : Cherchez le Kroumir !, revue en 2 actes, avec Julien Sermet, musique de Jacques Roques, au Concert de la Scala (13 décembre)
- 1891 : Garden party, pantomime bouffe de Pierre Delcourt et Laurent Grillet, au Nouveau-Cirque (16 janvier)
- 1898 : Paris Smart, Théâtre d'Application

## Distinctions
- Officier d'académie (arrêté ministériel du 12 juillet 1888)[3]
- Officier de l'Instruction publique (arrêté ministériel du 1er janvier 1905)[4]